# 10635 Chiragkumar
10635 Chiragkumar è un asteroide della fascia principale. Scoperto nel 1998, presenta un'orbita caratterizzata da un semiasse maggiore pari a 3,0469841 au e da un'eccentricità di 0,1172852, inclinata di 12,34404° rispetto all'eclittica.